# (612794) 2004 PY107
2004 PY107, também escrito como 2004 PY107, é um objeto transnetuniano que está localizado no Cinturão de Kuiper, uma região do Sistema Solar. Este corpo celeste é classificado como um cubewano. Ele possui uma magnitude absoluta de 6,4 e tem um diâmetro estimado com 231 km.

## Descoberta
2004 PY107 foi descoberto no dia 14 de agosto de 2004 pelo astrônomo Marc W. Buie.

## Órbita
A órbita de 2004 PY107 tem uma excentricidade de 0,096 e possui um semieixo maior de 44,052 UA. O seu periélio leva o mesmo a uma distância de 39,801 UA em relação ao Sol e seu afélio a 48,302 UA.